# 1956 في لبنان
فيما يلي قوائم الأحداث التي وقعت خلال عام 1956 في لبنان.

## أحداث
- 16 مارس: زلزال بشدة 5.3 درجات يضرب محافظة جبل لبنان، وتبعه زلزال آخر ضرب محافظة البقاع بعد 11 دقيقة بشدة 5.5 درجات. راح ضحية الزلزالين 148 شخصًا.[1]

## كتب
من الكتب التي صدرت هذه السنة في لبنان:
- 1 يناير – الإمام علي صوت العدالة الإنسانية من تأليف جورج جرداق.

## مواليد

### يناير
- 1 يناير – هاغوب بقرادونيان سياسي لبناني من اصل أرمني.

### يونيو
- 27 يونيو – فؤاد أبو ناضر سياسي لبناني.

### سبتمبر
- 22 سبتمبر – إيلي حبيقة سياسي لبناني.

### ديسمبر
- 13 ديسمبر – ماجدة الرومي مغنية لبنانية.

## وفيات

### أغسطس
- 7 أغسطس – فيليب دي طرازي (مواليد 1865)